# Karl-Friedrich Gerster

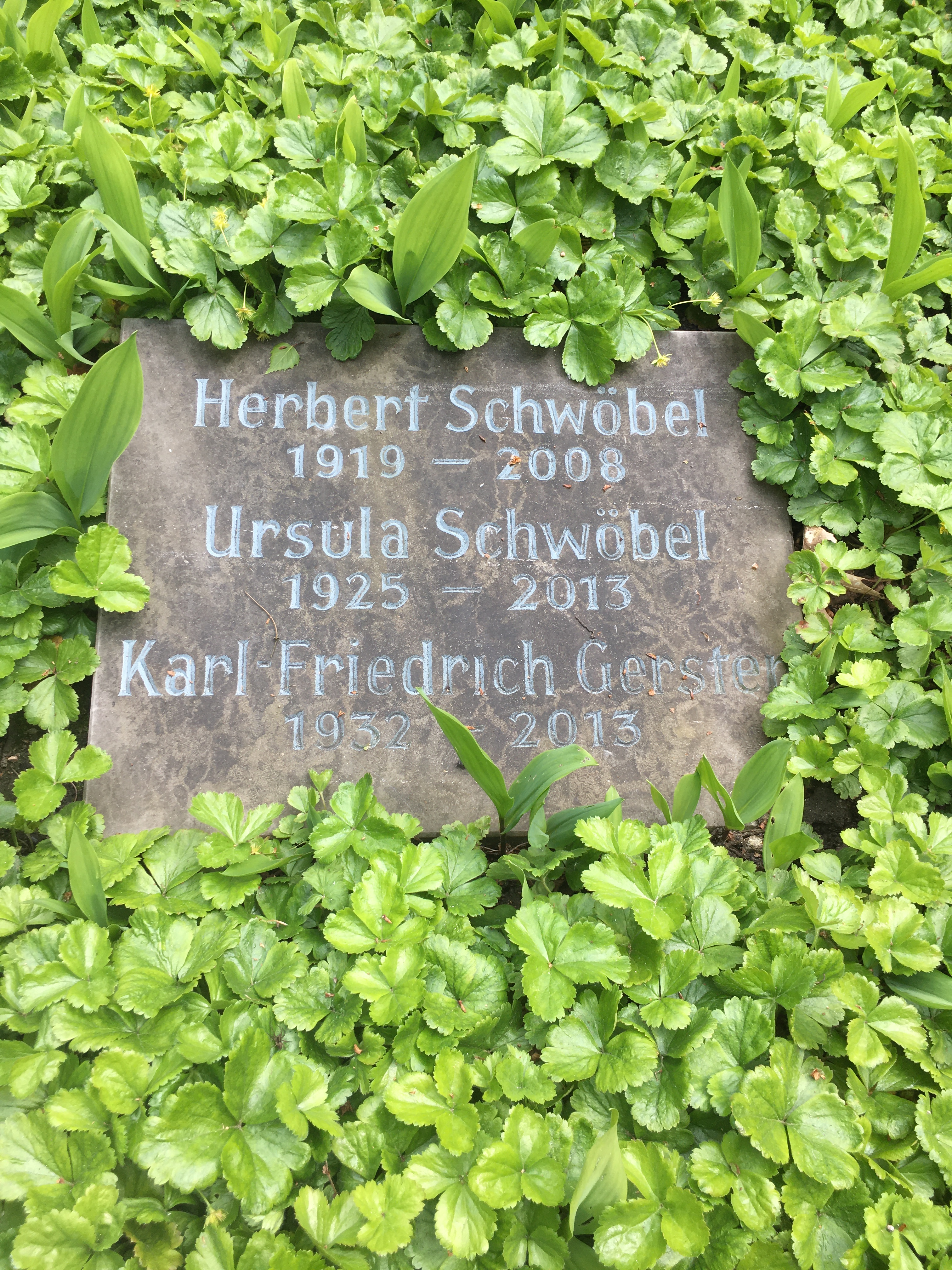
Grabstätte Karl-Friedrich Gerster auf dem Friedhof Ohlsdorf

Karl-Friedrich Gerster (* 25. November 1932 in Düsseldorf; † 24. April 2013) war ein deutscher Schauspieler und Hörspielsprecher.

## Leben und Werk
Karl-Friedrich Gerster erlernte den Schauspielerberuf am Seminar der Hamburger Kammerspiele und am Nachwuchsstudio des Bochumer Schauspielhauses, dessen Ensemble er von 1960 bis 1965 angehörte. In der Spielzeit 1965/66 war Gerster am Stadttheater Trier engagiert, wo er in Inszenierungen von Hans Neuenfels den SIMON, in Brechts Kaukasischem Kreidekreis, ARTHUR, in Mrozeks TANGO, Schillers KARL MOOR und auch den MARAT ("in seiner Wanne") spielte - zahlreiche große Rollen für eine Spielzeit!  1966 ging er nach Krefeld, wo er u. a. in Publikumsbeschimpfung von Peter Handke in einer Inszenierung von Hans Neuenfels zu sehen war. Im darauffolgenden Jahr trat er ein Festengagement am Staatstheater Kassel an, das er 1973 mit seinem Wechsel an das Düsseldorfer Schauspielhaus beendete, an dem er bis 1976 wirkte. Weitere Stationen seiner Bühnenlaufbahn waren neben anderen die Landesbühne Hannover, das Berliner Renaissance-Theater, die Hamburger Kammerspiele und das Theater Lüneburg.
Vor der Kamera sah man Karl-Friedrich Gerster zum ersten Mal 1968 in dem Film Ich. Seitdem hatte er immer wieder meist kleinere Rollen in verschiedenen Filmen und Serien, wie z. B. Der Landarzt, Immenhof oder Großstadtrevier. Außerdem sah man ihn in der Literaturverfilmung Die Geschwister Oppermann nach dem Roman von Lion Feuchtwanger und dem Politthriller Barschel – Mord in Genf?.
Gerster arbeitete darüber hinaus als Hörspielsprecher. Im Synchronstudio lieh er seinem US-amerikanischen Kollegen Michael Bell in einer Folge der Serie Dallas seine Stimme.
Ferner veranstaltete Karl-Friedrich Gerster Lesungen mit Texten von Heinrich von Kleist, Christoph Martin Wieland oder Johannes Bobrowski. Gerster wurde auf dem Hamburger Friedhof Ohlsdorf beigesetzt. Die Grabstätte befindet sich im Planquadrat Bo 63 nordöstlich von Kapelle 12.

## Filmografie (Auswahl)
- 1964: Hafenpolizei – St. Pauli ohne Maske
- 1968: Ich
- 1970: Fröhliche Weihnachten
- 1976: Schaurige Geschichten – Böses Erwachen
- 1976: Pariser Geschichten
- 1978: Der Geist der Mirabelle
- 1980: Achtung Zoll!
- 1980: Der Urlaub
- 1981: Der Fuchs von Övelgönne – Entscheidung bei Windstärke 9
- 1982: Die Fischer von Moorhövd
- 1982: Schwarz Rot Gold – Kaltes Fleisch
- 1983: Die Geschwister Oppermann
- 1985: Tegtmeier – Gift und Galle
- 1985: Tatort – Irren ist tödlich
- 1987: Der Landarzt – Ein neuer Flirt
- 1988: Der Indianer
- 1988: Schwarz Rot Gold – Zucker, Zucker
- 1989: Peter Strohm – Noch drei Minuten bis Himmelfahrt
- 1989: Traffik – The Criminal
- 1990: Diese Drombuschs – Abschied im Zorn
- 1991: Das serbische Mädchen
- 1992: Schlafende Hunde
- 1992: Einer zahlt immer
- 1992: Die Männer vom K3 – Zu hoch gepokert
- 1993: Freunde fürs Leben – Millionending
- 1993: Barschel – Mord in Genf?
- 1993: Großstadtrevier – Frühlingsgefühle
- 1993: Bella Block: Die Kommissarin
- 1994: Wir sind auch nur ein Volk – Der Rest der Familie
- 1994: Die Gerichtsreporterin – Fischsterben
- 1994: Freunde fürs Leben – Herzschuss
- 1994: Wir sind auch nur ein Volk – Die Serie zu Einheit
- 1994: Die Wache – Double
- 1994: Tatort – Singvogel
- 1994: Immenhof – Eine verhängnisvolle Bürgschaft
- 1995: Geschichten aus dem Leben – Im Schleudergang/Alle Jahre wieder
- 1995: Wir sind auch nur ein Volk – Die Westparty
- 1995: Tatort – Tödliche Freundschaft
- 1995: Immenhof – Mit Haken und Ösen
- 1995: Die Männer vom K3 – Geschäft mit dem Tod
- 1995: Eine fast perfekte Liebe
- 1996: Schwarz Rot Gold – Im Sumpf
- 1997: Doppelter Einsatz – Narkose ins Jenseits
- 1997: Geliehenes Glück
- 1997: Das Hochzeitsgeschenk
- 1998: Bei uns daheim – Die Sekretärin
- 1999: Der Hurenstreik – Eine Liebe auf St. Pauli
- 1999: Der Hochstapler
- 2000: Großstadtrevier – Nach langer Zeit
- 2002: Die Rettungsflieger – Voller Überraschungen
- 2002: Zwei Seiten der Liebe
- 2002: Großstadtrevier – Das wahre Ich
- 2003: Stubbe – Von Fall zu Fall – Yesterday
- 2005: Nikola – Die Heiratsanträge
- 2006: M.E.T.R.O. – Ein Team auf Leben und Tod – Tödliche Medikamente
- 2013: Vier sind einer zuviel

## Hörspiele
- 1963: Interview mit einem Astronauten – Regie: Hans Gerd Krogmann
- 1987: Der süße Duft des Aufschwungs – Autor und Regie: Aleksandar Obrenovic